# Morelia spilota spilota
Sous-espèce
Morelia spilota spilota est une sous-espèce du Python tapis (Morelia spilota). C'est un serpent de taille moyenne à relativement imposante, que l'on trouve dans les zones côtières et les zones adjacentes du Sud-Est de l'Australie . C'est le python le plus méridional du monde et il est présent à des altitudes plus élevées que toute autre espèce de pythons australiens.

## Description
Morelia spilota spilota est assez variable en couleur et en motif, étant généralement de couleur olive foncé à noire avec la plupart des écailles dorsales tachetées de jaune (ou crème) au centre (d'où spilota, qui signifie tacheté). Le long du corps et de la queue se trouvent de nombreux groupes d'écailles jaunes ou crème formant des « rosettes » qui ressemblent un peu à des diamants (d'où le nom vernaculaire). Le dessous est de couleur blanche, crème ou même jaunâtre, bien qu'il soit souvent tacheté de noir.
La taille adulte moyenne de cette sous-espèce est généralement d'environ 2 m de long (queue comprise), bien qu'il soit connu pour atteindre une longueur totale d'environ 3 m, avec de très rares spécimens atteignant les 4 m.

### Reproduction
M. s. spilota est un serpent ovipare, pondant en moyenne 25 œufs par couvée avec un maximum de 54 œufs. La femelle défend ses œufs en s'enroulant autour et en frissonnant pour réguler leur température. Elle ne quitte alors sa couvée que pour réguler sa température arrêtant par conséquent de se nourrir durant la période d'incubation. Les soins prodigués par la mère s'arrêtent une fois les petits hors de l'œuf. Les juvéniles ressemblent aux autres sous-espèces de M. spilota, bien que leur apparence devienne de plus en plus distincte à mesure qu'ils grandissent. Les nouveau-nés sont généralement de couleur brune au contraire de leurs parents qui arborent un fond d'écaille noir, ressemblant ainsi légèrement à d'autres sous-espèces de pythons tapis,.

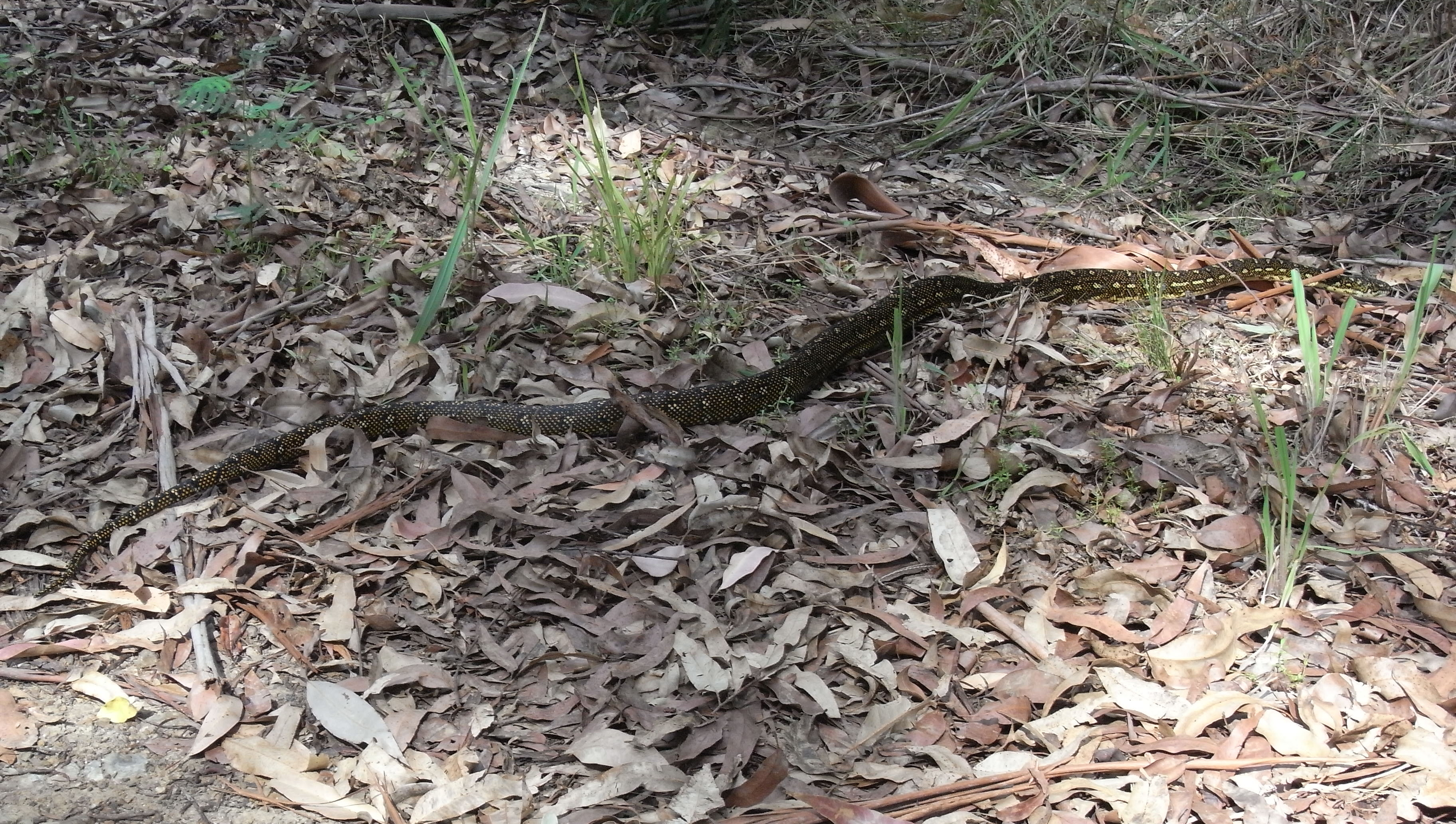
Python diamant sauvage dans le parc national de Wallingat.

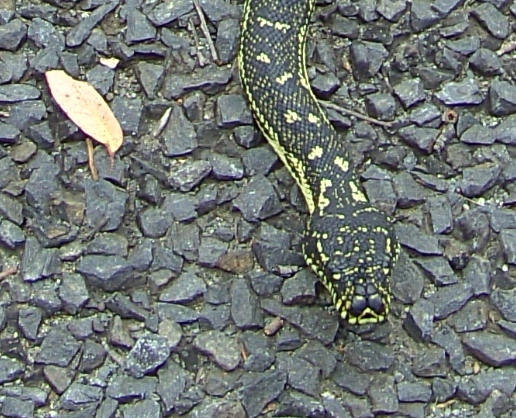
Morelia spilota spilota (python diamant) - tête d'un adulte, avec du gravier grossier et une feuille pour comparaison de taille.

### Comportement
Le python diamant est inoffensif et généralement réticent à mordre par nature. Ce python est un prédateur embusqué avec de vastes territoires qui se chevauchent souvent. Il se déplace sur ces territoires de façon saisonnière pour occuper des positions d'embuscade pendant les mois les plus chauds et hiberner pendant les mois d'hiver. Les femelles ont des territoires allant jusqu'à 50 hectares ; les mâles peuvent quant à eux occuper des superficies presque deux fois plus grandes. Le python diamant est souvent actif pendant la journée et les nuits chaudes, même s'il passe la majeure partie de son temps à attendre en embuscade une proie qui s'approcherait trop près de sa souricière. Il reste généralement dans la même position pendant environ deux semaines, avant de mettre en place un nouveau guet-apens à environ 100 m du précédent. M. s. spilota tue ses proies en les enserrant et en les étouffant (il s'agit d'un serpent constricteur). Il se nourrit de lézards, d'oiseaux et de mammifères aussi gros que l'opossum. Il ne présente pas de danger pour l'homme, mais est capable de mordre et de laisser des dents dans la plaie s'il est fortement irrité.

## Répartition
La sous-espèce M. s. spilota se rencontre en Australie le long du littoral de la Nouvelle-Galles du Sud jusqu'au nord-est de l’État de Victoria. Il est présent dans différents habitats, tels que les landes, les bois, les forêts et les zones urbaines. On sait qu'il occupe les combles des maisons de banlieue, se nourrissant de souris et de rats. Au Victoria cette sous-espèce est considérée comme rare et menacée par la réduction de l'habitat disponible et, en Nouvelle-Galles du Sud dans le nord de l'aire de répartition, on a observé une hybridation naturelle avec la sous-espèce nordique, M. s. mcdowelli.
M. s. spilota peut être trouvé à des altitudes plus élevées (par exemple, dans la région orientale du Gippsland et dans les Blue Mountains) que tout autre membre de la famille des Pythonidae. On le rencontre généralement sur le côté est de la Cordillère australienne. Il a la répartition la plus méridionale de tous les pythons. Peu de populations sont recensées dans l'État de Victoria, et les changements dans l'exploitation des terres ont fait que cette sous-espèce est désormais classée comme menacée d'extinction. On sait également qu'il se rencontre dans des habitats rocheux pendant les mois d'hiver.

## Morelia spilota spilotaet l'Homme
Le python diamant est souvent gardé en captivité par des collectionneurs en Australie et dans le monde entier. La capture de spécimens sauvages est illégale ; cependant, de nombreux spécimens sont élevés avec succès en captivité pour répondre à la demande générée par ce reptile populaire. Il est généralement nourri d'un régime composé de rongeurs et maintenu dans des environnements contrôlés tels qu'un vivarium. Les spécimens élevés en captivité s'apprivoisent relativement bien, tolèrent une manipulation douce et font de bons animaux de compagnie.

## Systématique
M. s. spilota est la sous-espèce nominale de Morelia spilota, une espèce décrite pour la première fois en 1804 par Lacépède.